# Azov (Rostov)
Azov - Азов (rus) - és una ciutat de Rússia a l'óblast de Rostov. Es troba a la vora del riu Don a 16 km de la costa de la Mar d'Azov, que agafa el nom de la ciutat.

## Antiguitat
Cap al segle iii aC la regió pertanyia al Regne del Bòsfor i es va establir una colònia grega anomenada Tànais, del nom grec del riu Don. L'establiment fou cremat per rei Polemó I poc abans de l'inici de l'era cristiana, però els colons gregues la van reconstruir i va subsistir fins que fou destruïda pels gots al segle iii. El lloc que va ocupar Tanais, on hi ha el modern llogaret de Nedvigovka, ha estat excavat des del segle xix.
Al segle x es va establir a la zona el príncep eslau de Tmutarakan. Va passar després als cumans el 1067, que li van donar el nom d' Azaq o Azak ("Terres Baixes" o "Terra del Límit") del que deriva el seu nom modern. Al segle xiii fou part del kanat de l'Horda d'Or; llavors es van establir a la zona factories genoveses i venecianes amb permís del kan; els genovesos van fundar un establiment a l'antiga Tanais que es va dir Tana, nom que apareix per primer cop en un mapa de 1306. El 1316 els genovesos van fundar una colònia comercial (Tana/Azak) i el nom turc apareix a les monedes a partir del 1317. El 1332 també hi van fundar una colònia els venecians. No obstant pel que se sap la vila va estar poblada majoritàriament per tàrtars amb alguns mercaders italians o d'altres llocs, i que tenia un governador mongol (Muhammad Khwadja esmentat el [1334], Sichi Beg esmentat el 1347 i el 1349, i Tolobey, esmentat vers el 1358) i la moneda emesa era en nom dels kans almenys fins al 1411. La seva decadència fou produïda per la competència que presentava l'establiment genovès de Kaffa i es va iniciar en temps de Djanibek (1342-1358) però sembla que sense intervenció ni culpa d'aquest. El setembre del 1396 fou devastada per Tamerlà.

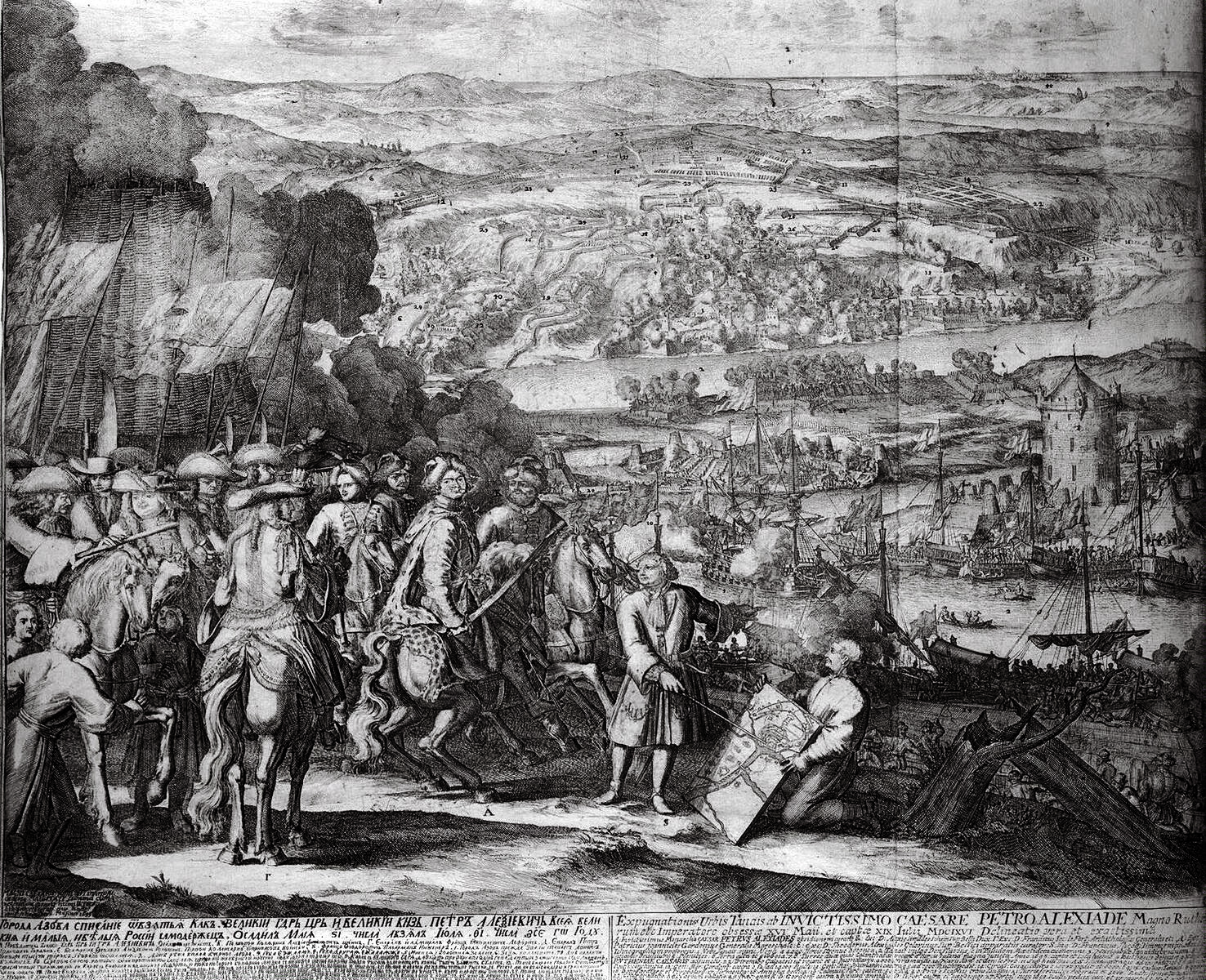
Batalla d'Azov (1696) d'un gravat holandès de l'època

El 1475 fou ocupada pels otomans i integrada al sandjak de Kaffa, en el que va formar un kada o districte. El 1545 la formaven tres barris: Venedikkalesi o Frenkhisari (amb guarnició otomana i uns 1000 habitants), Djenevizkalesi (més tard Orta Hisar) també amb guarnició i uns cinc-cents habitants; i Toprakkale, poblada per 500 tàrtars i 700 pescadors tàrtars, turcs i grecs.
El 1559 va patir el primer setge en regla de part dels cosacs dirigits per Dimitrash, però no va tenir èxit. El 1637 els cosacs la van ocupar per la van haver d'evacuar el 1642 després d'un llarg setge turc (iniciat el juny de 1641); una vegada els turcs van abandonar el setge els russos van decidir evacuar-la però van destruir les fortificacions abans de marxar. Nous atacs cosacs es van produir en anys següents, principalment el 1656 i el 1659. El 1666 els otomans hi tenien una guarnició de tretze mil homes i van reforçar les fortificacions. Els russos la van atacar sense èxit el 1695 però Pere I el Gran la va conquerir finalment el 6 d'agost de 1696. El tractat del Pruth la retornà a l'Imperi Otomà (1711) però els russos no la van evacuar fins al 1713. Fou conquerida altre cop el 1736 i altre cop retornada a la pau de Belgrad del 1739 amb obligació de destruir la fortalesa. Durant la guerra de 1678 a 1774 el comte Rumyantsev la va ocupar i Rússia la va adquirir definitivament per tractat de Kuchuk-Kainarji del 1774. Fou erigida en capital d'un govern separat però el 1881 la capital del govern es va traslladar a Rostov del Don.